# Paul Brenner (Politiker)
Paul Brenner (* 11. September 1905 in Niederbrombach; † 17. November 1988 in Birkenfeld) war ein deutscher Jurist und Politiker der CDU.

## Leben
Brenner besuchte die Volksschule und legte später das Abitur am humanistischen Gymnasium in Birkenfeld ab. Er besuchte die Deutsche Seemannsschule Hamburg und studierte Rechts- und Staatswissenschaften in Bonn, Kiel und Göttingen. 1932 legte er das Referendarexamen am OLG Celle ab, wurde 1933 in Göttingen zum Dr. jur. promoviert und legte 1937 in Berlin das Assessorexamen ab. Er wurde juristischer Hilfsarbeiter beim Amt Birkenfeld und Richter beim Landgericht Oldenburg. Von 1939 bis März 1946 leistete er Kriegsdienst und war in amerikanischer Kriegsgefangenschaft. Danach war er zunächst Hilfsarbeiter in einer Holzwarenfabrik in Göttingen und wurde 1949 Rechtsanwalt in Birkenfeld.

## Politik
1933 trat Brenner in den Jungstahlhelm und wurde später mit diesem in die SA überführt. Im Oktober 1934 trat er aus der SA aus und im Oktober 1937 wieder ein. Am 28. September 1937 beantragte er die Aufnahme in die NSDAP und wurde rückwirkend zum 1. Mai desselben Jahres aufgenommen (Mitgliedsnummer 4.913.524).
1955 trat er der CDU bei. Von 1952 bis 1956 war er Mitglied des Stadtrats und Zweiter Beigeordneter der Stadt Birkenfeld. Von 1956 bis 1960 war er Mitglied des Kreistags und des Kreisausschusses Birkenfeld. 1960 wurde er erneut Mitglied des Stadtrats und Erster Beigeordneter Birkenfeld.
Von 1959 bis 1967 gehörte er dem Landtag von Rheinland-Pfalz an. Im Landtag war er Mitglied im Grenzlandausschuss und Rechtsausschuss.